# カロン (衛星)
カロン（英: Charon）は、太陽系の準惑星（冥王星型天体）である冥王星の第1衛星かつ冥王星最大の衛星。

## 概要

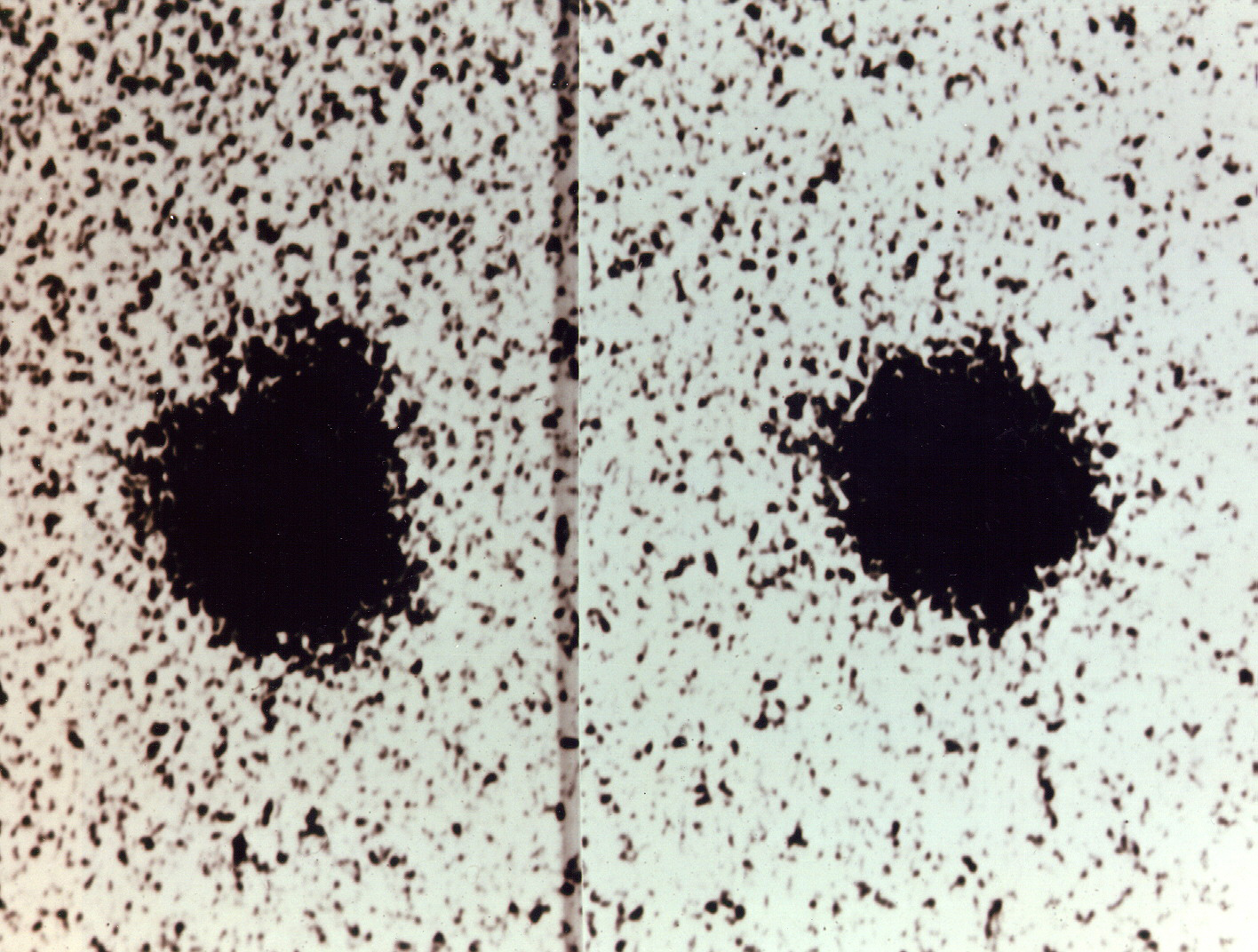
冥王星の衛星発見時の写真。左の写真に冥王星と不自然な突起が写っている。

カロンは1978年6月22日にアメリカの天文学者ジェームズ・クリスティーによって発見された。その後、冥王星が冥府の王プルートーの名にちなむことから、この衛星はギリシア神話の冥府の川・アケローンの渡し守カローンにちなんで「カロン」と命名された。なおクリスティーは当初から一貫してCharonの「char」を妻シャーリーン (Charlene) のニックネーム「シャー (Char)」と同じように発音していたため、これが英語圏で定着して「シャーロン」と呼ばれるようになった。
2005年10月31日に新たな衛星が2個（S/2005 P 1とS/2005 P 2。P1は後にヒドラ、P2はニクスと命名）が発見されるまでは、カロンが冥王星の唯一の衛星と考えられていた。
カロンは、衛星にしては「惑星」に対する質量があまりにも大きく、また共通重心が冥王星とカロンの間の宇宙空間にあるため、冥王星およびカロンは二重惑星であるとの解釈もできる。

冥王星とカロンの公転。内側が冥王星、外側が衛星カロンである。

2006年8月16日から開かれたIAU総会では、2003 UB313（エリス、発見当初は第10惑星とも言われた天体）の発見を受けて惑星の定義が議題となった。当初の定義案では、2003 UB313およびケレスと共に、カロンも太陽系の惑星に属することとなり、その案が可決された場合にはこれらすべてが惑星に追加されることになっていた。しかしこの定義案については反対意見が多かったため、修正案が同月24日に採択された。修正された定義では上記3天体のみならず、カロンの母天体である冥王星も惑星には当たらないとされ、カロンは「準惑星の衛星」と呼ばれることになった。

## 特性

冥王星と衛星（上部）と、特に大きい冥王星族の天体オルクスとイクシオンとの大きさ、アルベド、色の比較

探査機ニュー・ホライズンズの接近前でもカロンには大気がないため、地上の望遠鏡からでもほぼ正確な直径を求めることができていた（1186 km - 1220kmほど）。ニュー・ホライズンズの測定により直径が1208kmと再確認された 。
質量は1.90 ×1021 kgで冥王星の7分の1である。赤外線スペクトル観測によってカロンの表面は氷に覆われていることがわかった。この点はメタンに覆われている冥王星とは大きく異なる。
冥王星とは互いに同期回転しているため、カロンは常に冥王星に同じ面を向け、冥王星もカロンに対して常に同じ面を向けている。よって、仮に冥王星およびカロンから互いを見たとすると空の一点から動かないように見える。
1980年代後半には、カロンが地球と冥王星の間を通過することにより、冥王星の表面の明るさが変化する様子を観測できた。冥王星が1回公転する間に2回、それぞれ数年間にわたってこの状態になる。
冥王星 - カロン系は、太陽系内で最大の連星系、すなわち重心が主天体の地表の外にある系の中で最大のものとして注目に値する（より小規模な例として小惑星パトロクロスなどがある）。このことと、カロンの直径が冥王星の半分以上もあることから、冥王星 - カロン系を二重惑星と呼ぼうと考える声もあった。
カロンは平均密度が2.24g/cm3あり、冥王星の2.05g/cm3より大きい。これは、メタンなどの軽い物質に対する、水の氷の割合が多いためと思われる。なお、表面に氷が存在することが1999年に確認された。
また、かつて地下に海が存在した可能性が示唆されている。現在、冥王星とカロンは常にお互いに同じ面を向け、安定した真円の軌道を回っているが、この状態に至るまでにカロンは細長い楕円軌道を回っていた時期があったと考えられている。そのような時期には潮汐変形で熱が発生し、カロン内部に液体の海が存在した可能性もあるという。
| 名称   | 直径 (km)         | 質量 (kg)            | 軌道半径 (km)      | 軌道周期（日）     |
| ------ | ----------------- | -------------------- | ------------------ | ------------------ |
| 冥王星 | 2,370 （月の68%） | 1.3×1022 （月の18%） | 2,390 （月の0.6%） | 6.3872 （月の25%） |
| カロン | 1,208 （月の35%） | 1.5×1021 （月の2%）  | 19,570 （月の5%）  | 6.3872 （月の25%） |

## カロンの起源
研究者の中には（レイモンド・リットルトンなど）、冥王星とカロンは過去にはトリトンと共に海王星の衛星であり、衛星同士による重力相互作用により海王星を公転する軌道からはじき出されたという仮説を立てているものもいた。海王星の最大の衛星であるトリトンは、大気や地質学的組成が冥王星と類似しており、過去には太陽を公転する太陽系外縁天体だった可能性もある。しかし今日では、冥王星は海王星を公転していたことはなかったということが広く受け入れられている。
2005年に発表されたロビン・キャヌプ (Robin Canup) によるシミュレーションによると、カロンは地球の月と同様に約45億年前に大衝突によって誕生したと考えられている（ジャイアント・インパクト説を参照）。シミュレーションによると、冥王星の場合には、直径が1,600kmから2,000kmほどある他の太陽系外縁天体が、1 km/sほどで衝突したとされた。キャヌプは、このような衛星形成の過程は初期の太陽系では一般的だった可能性があると推測している。

## 地形
ニュー・ホライズンズの観測によってこれまで謎だったカロンの地形が明らかになってきた。カロンの北極付近には300km以上に渡って暗い領域があり、研究チームの間では「黒い国」を意味する、「指輪物語」に登場する冥王サウロンの地にちなんだ「モルドール(MORDOR)」の愛称で呼ばれている。北極が暗い原因はまだ分かっていないが、暗い物質が地表に存在しているためだとされている。さらに右上のカロンの画像の下側には長さ1000kmにも渡るグランド・キャニオン（長さ429km）よりも巨大な谷や深さ7 - 9kmの深い谷も写っている。さらに冥王星と同様、クレーターは少ないという特徴も見られる。これらのことからカロンでは冥王星と同様、地殻変動が起きている可能性もある。しかし冥王星と同様、地殻変動の起こる内部の熱源の原因になる、はるかに大きな天体がないため、これらの地形は他のプロセスを経て形成されたと推測されている。